# 익스트랙션 2
《익스트랙션 2》(영어: Extraction 2)는 2023년 공개된 미국의 액션 스릴러 영화이다. 샘 하그레이브가 감독을, 루소 형제의 조 루소가 각본을 맡았다. 2020년 영화 《익스트랙션》의 속편이다.
이 작품은 2023년 6월 16일 넷플릭스에서 공개되었으며, 비평가들로부터 긍정적인 평가를 받았다.

## 줄거리
과거 작전에서 간신히 살아남은 타일러 레이크는 용병 일을 은퇴하고 오스트리아의 외딴 오두막에서 회복 중이다. 그러던 중 낯선 이가 찾아와 타일러의 전처 미아의 여동생 케테반과 그녀의 두 자녀 산드로와 니나를 구출해달라고 요청한다. 케테반은 조지아 최대 범죄 조직인 나가치의 공동 수장 중 하나인 다비트 라디아니와 결혼했는데, 다비트는 DEA 요원을 살해한 후 투옥되었고, 미국의 압력으로 인해 뇌물로 석방될 수 없게 되었다. 다비트는 케테반과 아이들이 자신을 떠나지 못하게 감옥으로 이사하도록 강요하지만, 열악한 환경과 다비트의 학대로 인해 케테반은 미아에게 도움을 요청한다. 타일러는 닉과 그녀의 형제 야즈와 함께 구출 작전에 나선다.
그들은 뇌물을 받은 교도관의 도움으로 감옥에 침투하지만, 수감자들에게 발각되어 폭동이 발생한다. 구출 작전 중 다비트가 타일러와 케테반을 공격하고, 결국 타일러는 다비트를 죽인다. 타일러와 케테반은 폭동 속에서 탈출하여 장갑 열차에 탑승한다. 나가치 조직원들과 부패한 군인들을 물리친 후, 그들은 비행기를 통해 비엔나로 탈출한다. 하지만 아버지에게 숭배심을 가지고 나가치의 충성심에 영향을 받은 산드로는 몰래 주랍에게 연락해 그들의 위치를 알린다. 주랍과 그의 부하들은 비엔나의 안전 가옥을 습격하고, 혼란스러운 상황 속에서 산드로는 가족을 버리고 주랍의 편에 선다.
주랍의 부하들을 대부분 죽인 후, 팀은 헬리콥터로 도망치지만 주랍이 야즈에게 치명상을 입힌다. 팀은 타일러의 오두막으로 후퇴하고, 그곳에서 타일러와 케테반은 미아와 재회한다. 타일러는 아들이 암으로 죽기 전 마지막 기억이 자신이 떠나는 모습이었다는 것을 후회하며 미아에게 사과한다. 주랍의 오른팔이자 삼촌인 아브탄딜은 더 이상의 손실을 막고 산드로에게 더 나은 모범을 보이기 위해 복수를 포기하라고 하지만, 주랍은 거부하고 아브탄딜을 죽인다. 주랍은 타일러에게 교회 옆의 비행장에서 만나자고 연락한다. 타일러는 비행장으로 향하지만, 닉을 위험에 빠뜨리지 않기 위해 혼자 간다. 타일러는 남은 나가치 조직원들을 죽이고 교회에서 주랍과 폭탄 조끼를 입은 산드로를 발견한다. 주랍은 산드로에게 타일러를 쏘라고 강요하지만, 산드로는 다비트와 주랍이 어떤 사람인지 깨닫고 거부한다.
닉이 도착하여 폭탄 조끼를 해체하고, 타일러는 주랍을 죽인다. 닉과 타일러는 경찰에 체포되어 감옥에 갇힌다. 미아가 타일러를 방문하여 케테반과 아이들이 보호 감호 시설로 옮겨졌지만, 그들의 자산은 동결되었다고 알려준다. 타일러는 미아에게 자신의 오두막 마루 밑에 숨겨진 100만 달러를 그들에게 주라고 한다. 미아는 아들이 아버지를 영웅이라고 믿고 세상을 떠났다고 타일러에게 말한다. 타일러와 닉은 감옥에서 나와 낯선 이를 만나고, 그는 그들에게 새로운 임무를 맡긴다.

## 출연
- 크리스 헴스워스 - 타일러 레이크
- 골시프테 파라하니 - 닉 칸
- 아당 베사 - 야즈 칸
- 토르니케 고그리치아니 - 주라브 라디아니
- 토르니케 브지아바 - 다비트 라디아니
- 티나틴 달라키슈빌리 - 케테반 "케토" 라디아니
- 안드로 자파리제 - 산드로 라디아니
- 미리암 코브지아슈빌리, 마르타 코브지아슈빌리 - 니나 라디아니
- 다니엘 베른하르트 - 콘스탄틴
- 레반 사기나슈빌리 - 바흐탕
- 조지 라샤 - 세르고
- 올가 쿠릴렌코 - 미아
- 이드리스 엘바 - 올컷